# Heinz Wieczorek
Heinz Wieczorek (* 10. Oktober 1934) ist ein ehemaliger deutscher Fußballspieler, der für den Meidericher SV aus Duisburg 52 Partien in der Oberliga West absolvierte.

## Karriere
Wieczorek rückte in der Spielzeit 1953/54 in die Oberligamannschaft des Meidericher SV auf. In der damals höchsten Spielklasse des zu dieser Zeit regional begrenzten Ligensystems wurde er anfänglich nur sporadisch aufgeboten. 1955 stieg seine Mannschaft zum ersten Mal seit sechs Jahren aus der ersten Liga ab, wobei der Abstand zur oberen Tabellenhälfte aufgrund einer sehr ausgeglichenen Punkteverteilung lediglich wenige Zähler betrug. Aus der II. Division sollte unter dem neuverpflichteten Trainer Hermann Lindemann der direkte Wiederaufstieg gelingen. Lindemann bot dem zuvor wenig eingesetzten Wieczorek einen Stammplatz als Außenläufer, was einer heutigen Mittelfeldposition entspricht. Als weitere Läufer standen üblicherweise Mannschaftskapitän Kurt Neumann sowie Gerd Schönknecht auf dem Feld. In dieser Konstellation gelang 1956 die sofortige Rückkehr in die höchste Liga.
Nach dem Wiederaufstieg konnten die Meidericher sich sofort wieder in der Oberliga etablieren, wobei Wieczorek zunächst seinen Stammplatz behielt und im Verlauf der Saison 1956/57 keine Partie verpasste. Diese Position büßte er anschließend jedoch ein. Am 27. März 1957 wurde der Außenläufer aus Meiderich vom DFB in die Nationalmannschaft U-23 beim Länderspiel in Essen gegen Belgien berufen. Beim 4:2-Erfolg der DFB-Elf bildete er in der ersten Halbzeit mit Mittelläufer Günter Graetsch und Hermann Nuber die Läuferreihe. Bis 1958 bestritt er für den Meidericher SV 52 Oberligapartien und 26 Zweitdivisionsspielen mit jeweils zwei eigenen Toren, konnte danach aufgrund einer schwerwiegenden Verletzung jedoch nicht weiter eingesetzt werden. Er bemühte sich vor diesem Hintergrund erfolglos um eine Rückkehr auf den Fußballplatz und musste seine Laufbahn 1960 endgültig beenden.